# Jan de Wit
Johannes Marijnus Antonius Maria (Jan) de Wit (Zevenbergen, 10 mei 1945) is een Nederlands voormalig politicus voor de SP.
De Wit was aanvankelijk advocaat en procureur. In zijn woonplaats Heerlen vergaarde hij grote bekendheid met het Actiecomité Ereschuld Mijnwerkers. De SP-afdeling in die plaats werd een van de grootste van Nederland.
Van 1982 tot 1996 was De Wit gemeenteraadslid in Heerlen. Van 1995 tot 1998 zat hij in de Eerste Kamer. In 1998 werd hij lid van de Tweede Kamer, waar hij zich vooral bezighield met Justitie, Binnenlandse Zaken en asielbeleid. Hij zat namens de SP in de parlementaire enquêtecommissie Bouwnijverheid (2002-2003). Hij hield zijn maidenspeech op 17 juni 1998 over het wetsvoorstel Wijziging van de artikelen 140 en 443 van het Wetboek van Strafrecht (Kamerstukken 25638).
 Hij was voorzitter van de vaste Kamercommissie voor Sociale Zaken en Werkgelegenheid.

Zijn vrouw, Riet de Wit was wethouder in Heerlen en regiovoorzitter van de SP in Zuid-Limburg.
Bij de Tweede Kamerverkiezingen van 2006 stond De Wit vierde op de kandidatenlijst van de SP.
 Hij haalde 9163 stemmen.
Op 24 juni 2009 werd Jan de Wit voorzitter van de Tijdelijke commissie onderzoek financieel stelsel, die de oorzaken van de kredietcrisis ging onderzoeken. Deze, vanwege zijn voorzitterschap ook wel de commissie-De Wit genoemde, Tweede Kamercommissie begon op 18 januari 2010 met de openbare verhoren. Op 10 mei 2010 presenteerde De Wit het eerste rapport van de commissie. Dit ging in op de oorzaken van de crisis. Het tweede deel van het onderzoek, dat later dat jaar plaatsvond, ging over het handelen van kabinet en Tweede Kamer. Op 7 november 2011 begon de enquêtecommissie parlementaire enquête naar het Financieel Stelsel, waar Jan de Wit voorzitter van was, met de openbare verhoren van diverse hoofdrolspelers ten tijde van de kredietcrisis.
Op zijn initiatief werd het verbod op godslastering geschrapt.
Op 1 april 2014 verliet De Wit de Tweede Kamer en ging met pensioen.
- Parlement.com: vg09llq698zs